# Jorge Francisco Machón
Jorge Francisco Machón (Posadas, 11 de septiembre de 1935 - Jardín América, 3 de enero de 2015) fue un destacado historiador argentino contemporáneo especializado en la Historia de la provincia de Misiones.
Profesor de Historia, fue autor de numerosos libros y trabajos sobre historia misionera del siglo XIX y siglo XX.

## Biografía
Fue posadeño y vivió durante 55 años en la localidad de Jardín América. Fue profesor egresado del Instituto Superior del Profesorado de la Universidad Nacional de Misiones (UNaM).
Presidía, hasta el momento de su fallecimiento, la Junta de Estudios Históricos, Sociales y Literarios en Jardín América. Fue miembro correspondiente por Misiones en la Academia Nacional de la Historia de la República Argentina. Tiene más de diez libros publicados, además de numerosos trabajos.
Este profesor de Historia, que fue diputado provincial entre 1973 y 1975, se dedicó a la investigación histórica tras jubilarse de la docencia y publicó varios libros y trabajos. Y a diferencia de aquellos a los que cuanto más conocen más se desencantan, este misionero es un apasionado de la tierra que eligieron sus padres y de la gente que la habitó y la marcó con su entrega.

## Carrera profesional
Jorge Francisco Machón ejerció la docencia como profesor de Historia y Matemáticas. Fue intendente y legislador provincial. Dedicado a la investigación histórica, fruto de sus trabajos son las obras: 
- La federal bandera tricolor de Misiones (1993);
- Misiones después de Andresito (1994);
- La reducción de los guayanás del Alto Paraná-San Francisco de Paula (1996);
- José Artigas, gobernador de Misiones (1998);
- La música misionera, de la Colonia a la Revolución (1998), en colaboración con Graciela Cambas.
- El viaje de Amado Bonpland a Misiones y otros trabajos (2004).
- Andrés Guacurarí y Artigas en Candelaria (2005).
- San Francisco de Paula y los Kaingang de las Altas Misiones" (2006).
- Andrés Guacurarí y Artigas (2006), en colaboración con Daniel Cantero.
- 1815-1821. Misiones Provincia Federal (2008), en colaboración con Daniel Cantero.
- Misiones siglo XIX" (2014), en colaboración con Daniel Cantero.